# Cinnamomum asomicum
Cinnamomum asomicum är en lagerväxtart som beskrevs av S.C.Nath & Baruah. Cinnamomum asomicum ingår i släktet Cinnamomum och familjen lagerväxter. Inga underarter finns listade i Catalogue of Life.